# Enrique Allyón
Enrique Allyón (* 29. November 1952 in Breña (Peru)) ist ein ehemaliger peruanischer Radrennfahrer.

## Sportliche Laufbahn
Allyón war im Straßenradsport aktiv. Er war Teilnehmer der Olympischen Sommerspiele 1972 in München. Im olympischen Straßenrennen schied er beim Sieg von Hennie Kuiper aus dem Rennen aus.